# Fucking USA
Fucking USA または Fuck'n USA （ハングル:뻐킹 유에스에이）は、 2002年に大韓民国の民衆歌手尹珉錫（ユン・ミンソク）が作曲した歌で、民衆歌謡サイトソンアンライフを通じて公開された。アメリカ合衆国を批判する反米主義民衆歌謡である。

## 概要
2002年冬季オリンピックショートトラック競技で韓国の金東聖選手が、米国のアポロ・アントン・オーノ選手の進路を妨害したと判定され失格となった騒動をきっかけにつくられた。このほかにも、老斤里虐殺事件や当時の米国大統領であるジョージ・W・ブッシュを批判する内容もある。
2008年にユンが発表した「ろうそくを聴け！ 」はこの歌を新たに編曲した歌であり、こちらは発表当時韓国で社会問題となった大韓民国の米国産牛肉輸入交渉論争をテーマにしている。